# Октябрьский (Арсеньевский район)
Октябрьский — посёлок в Арсеньевском районе Тульской области России. 
В рамках административно-территориального устройства входит в Белоколодезский сельский округ Арсеньевского района, в рамках организации местного самоуправления включается в Астаповское сельское поселение.

## География
Расположен в 20 км к востоку от райцентра, посёлка городского типа Арсеньево, и в 68 км к юго-западу от областного центра, города Тулы.

## Население
| 2002 | 2010 | 2014 | 2015 |
| ---- | ---- | ---- | ---- |
| 246  | ↘194 | ↗198 | ↘195 |